# Colonia Praztitlán
Colonia Praztitlán är en ort i Mexiko.   Den ligger i kommunen Zinacantepec och delstaten Mexiko, i den sydöstra delen av landet, 70 km väster om huvudstaden Mexico City. Colonia Praztitlán ligger 2 712 meter över havet och antalet invånare är 253.
Terrängen runt Colonia Praztitlán är platt åt nordost, men åt sydväst är den kuperad. Runt Colonia Praztitlán är det mycket tätbefolkat, med 2 103 invånare per kvadratkilometer. Närmaste större samhälle är Toluca, 10,1 km öster om Colonia Praztitlán. Runt Colonia Praztitlán är det i huvudsak tätbebyggt.